# Биек
Биек (баш. Бейек) — деревня в Буздякском районе Республики Башкортостан Российской Федерации. Входит в состав Тюрюшевского сельсовета. 

## География

### Географическое положение
Расстояние до:
- районного центра (Буздяк): 55 км,
- центра сельсовета (Севадыбашево): 6 км,
- ближайшей ж/д станции (Буздяк): 49 км.

## Население
| 2002 | 2009 | 2010 |
| ---- | ---- | ---- |
| 7    | ↘5   | ↘4   |

Согласно переписи 2002 года, преобладающая национальность — татары (86 %).